# سيتروين سي 3
سيتروين سي 3 (بالإنجليزية: Citroën C3)‏، هي سيارة صغيرة من إنتاج سيتروين، ويتم إنتاجها مند أبريل 2002. استبدلت سيتروين ساكسو كطراز جديد، وهي حاليا في جيلها الثالث. ظهر طراز الجيل الثالث لأول مرة في يونيو 2016، وأصبح معروضا للبيع في يونيو 2017.
تم الإعلان عن نسخة صغيرة متعددة الأغراض من سي 3 في بولبو 2008، سميت سي 3 بيكاسو، وتم الكشف عنها في معرض باريس للسيارات 2008. في جنوب أمريكا، بتم إنتاج وتسويق نسخة صغيرة رياضية متعددة الأغراض تسمى سي 3 إيركروس فقط محليا. في أكتوبر 2014، حازت سيتروين سي 3 على جائزة السيارات الصغيرة الأكثر كفاءة إلى جانب النسخة عالية الجودة دي إس 3.

## المبيعات والإنتاج
| السنة | الإنتاج العالمي | المبيعات العالمية | الملاحظات                              |
| ----- | --------------- | ----------------- | -------------------------------------- |
| 2009  | 233,400         | 226,700           |                                        |
| 2010  | 311,200         | 308,300           |                                        |
| 2011  | 353,593         | 255,312           | إجمالي الإنتاج وصل إلى 3,113,192 وحدة. |
| 2012  | 293,000         | 215,800           | إجمالي الإنتاج وصل إلى 3,406,200 وحدة. |

## وصلات خارجية
- Official Citroën C3 UK microsite